# Aurelio Martínez Mutis
Aurelio Martínez Mutis (Bucaramanga, Colombia; 9 de abril de 1884-Paris, Francia; 23 de octubre de 1954) fue un poeta y escritor colombiano, considerado entre los mejores y más influyentes artistas de su país.

## Biografía
Nace en 1884 en Bucaramanga. Realizó estudios en Chile de pedagogía. En 1912 fue premiado por la Real Academia Hispanoamericana de Ciencias y Artes, premiado en Chile  y en Colombia. Escribió importantes obras como “La epopeya del cóndor”, “La epopeya de la espiga” y  “La esfera conquistada”.

## Obras
- “La epopeya del cóndor”
- “La epopeya de la espiga”
- “La esfera conquistada”